# Togrenda
Togrenda este o localitate din comuna Ås, provincia Akershus, Norvegia, cu o suprafață de 2,65 km² și o populație de 3.570 locuitori (2013).